# Беміт
Бемі́т (рос. бемит; англ. boehmite; нім. Böhmit) — мінерал класу оксидів і гідроксидів, моногідрат алюмінію.

## Етимологія та історія
Від прізвища німецького природознавця Й. Бема, J. de Lapparent, 1927.

## Загальний опис
Хімічна формула: AlO(OH). За складом ідентичний діаспору.
Безбарвний або білий; часто забарвлений механіч. домішками в жовтуватий, рожевуватий, зеленуватий кольори.
Зустрічається головним чином в екзогенних родов. бокситів.
Сингонія — ромбічна.
Кристалічна структура шарувата, в її основі — чергування пачок, що складаються з двох кисневих (внутрішніх) і двох гідроксильних (зовнішніх) шарів з атомами алюмінію в пустотах.
Крихкий. Твердість 3,5—4.
Густина бл. 3,1.
Беміт — головним чином осадовий мінерал, утворюється в корах вивітрювання. Як осн. компонент бокситів Б. використовується для отримання глинозему.
Збагачення включає гравітацію (відсадка, концентрація на столах) і магнітні (поліградієнтна сепарація) методи та флотацію, іноді — хімічне збагачення з вилуговуванням.